# مبارك الراجح
مبارك عبد الرحمن الراجح مواليد 1 أغسطس 2003 في السعودية، هو لاعب كرة قدم سعودي يلعب حالياً لنادي الرائد.